# 부안 서외리 당간지주
부안 서외리 당간지주(扶安 西外里 幢竿支柱)은 대한민국 전북특별자치도 부안군에 있는 당간지주이다. 1974년 9월 27일 전라북도의 유형문화재 제59호로 지정되었다.

## 참고 자료
- 서외리당간지주 - 국가유산청 국가유산포털